# Mycoplasma iguanae
Mycoplasma iguanaeはマイコプラズマ属細菌の一種である。
グリーンイグアナ（Iguana iguana）の脊椎の膿瘍から分離される。